# Dalquestia leucopyga
Dalquestia leucopyga is een hooiwagen uit de familie Globipedidae.
De soort is alleen waargenomen in Mexico.